# There's A Razzia Going On vol 1
There's A Razzia Going On vol 1 är en samlingsskiva med artister från skivbolaget Razzia Records som släpptes 18 juni 2008.

## Låtlista
| 1.  | I was definitely made for these times - Hello Saferide           |
| 2.  | Memory Loss - Adiam Dymott                                       |
| 3.  | My Life Is Shit But I Am Funky (remix) - Konie                   |
| 4.  | Blood & Ether - I ARE DROID                                      |
| 5.  | Once I Was Like You - Firefox AK vs Laid                         |
| 6.  | Melody - Maia Hirasawa                                           |
| 7.  | Walk On - Tripoli                                                |
| 8.  | Det Var Tre Månader Sedan Idag - Säkert!                         |
| 9.  | Meaningless repair - They live by night                          |
| 10. | Spill Your Beans – Timo Räisänen                                 |
| 11. | Besatt – Svenska Kürkan                                          |
| 12. | Stay Awhile – The Plan                                           |
| 13. | I Wrote This Song – Jonna Lee                                    |
| 14. | Håll Käften Del 2 – Mange Schmidt feat. Thomas Rusiak & Eye N' I |
| 15. | Switch – Thunder Express                                         |
| 16. | Eric – Tellevika feat. Firefox AK                                |
| 17. | Coming Down Cold – Ebbot Lundberg & Mattias Bärjed               |